# آل حميد (قرية)
آل حميد قرية سعودية، تتبع مركز الشفاء في محافظة الطائف، بمنطقة مكة المكرمة. تقع في شمال مدينة الطائف بمسافة حوالي (30) كم.